# Dim Çayı
Der Dim Çayı ist ein Fluss zum Mittelmeer in der südtürkischen Provinz Antalya.
Der Dim Çayı entspringt im Taurusgebirge. Er fließt anfangs nach Osten und vollführt anschließend einen Rechtsbogen. Der Dim Çayı erreicht das östliche Ende des Stausees der Dim-Talsperre. Unterhalb des Staudamms fließt er noch 9 km, bevor er am östlichen Stadtrand von Alanya in den Golf von Antalya mündet. Der Fluss hat eine Länge von etwa 40 km.